# Macaco de Tonkean
El macaco de Tonkean (Macaca tonkeana) és una espècie de primat de la família dels cercopitècids. Viu al centre de Cèlebes i les illes Togian (Indonèsia. Està amenaçat per la pèrdua d'hàbitat.